# 15.ª División de Campo de la Luftwaffe
La 15.ª División de Campo de la Luftwaffe (15. Luftwaffen-Feld-Division) fue una unidad de la Luftwaffe durante la Segunda Guerra Mundial.

## Historia
Fue formada en octubre de 1942 en Salsk (sur de Rusia). Absorbe los restos de la 7.ª División de Campo de la Luftwaffe y la 8.ª División de Campo de la Luftwaffe en marzo de 1943. No fue tomada por el Ejército, debido a las fuertes pérdidas. Una vez disuelta, sus restos fueron absorbidos por la 336.ª División de Infantería.

## Comandantes
- Teniente general Alfred Mahnke – (octubre de 1942 – diciembre de 1942)
- Coronel Heinrich Conrady – (diciembre de 1942 – enero de 1943)
- Coronel Eberhard Dewald – (enero de 1943 – febrero de 1943)
- Teniente coronel Willibald Spang – (14 de febrero de 1943 – 1 de noviembre de 1943)

## Jefes de Operaciones (Ia)
- Mayor Wolf – (noviembre de 1942 – enero de 1943)
- Mayor August Fischer-See – (enero de 1943)

## Orden de Batalla
La división consiste en:
- 29.º Regimiento de Caza de la Luftwaffe
- 30.º Regimiento de Caza de la Luftwaffe
- 15.ª División de la Fuerza Aérea de Campo de Batallón Antitanque
- 15.º Regimiento de Artillería de la Luftwaffe
- 15.º Batallón de Ingenieros de la Luftwaffe
- 15.ª División de la Fuerza Aérea de Campo de la Compañía de Ciclista
- 15.ª División de la Fuerza Aérea de Compañía de Comunicaciones Aérea
- 15.ª División de la Fuerza Aérea de Campo del Comandante de Tropas de Suministro

## La división sirvió bajo los siguientes Cuarteles
| enero de 1943                      | Grupo Panzer Hoth                                  | Mius (Taganrog) |
| febrero de 1943                    | 4º Ejército Panzer                                 | Mius (Taganrog) |
| marzo de 1943                      | XXIX Cuerpo de Ejército/Grupo de Ejércitos Hollidt | Mius (Taganrog) |
| abril de 1943 – septiembre de 1943 | XXIX Cuerpo de Ejército/6º Ejército                | Mius (Taganrog) |
| octubre de 1943                    | XXXXIV Cuerpo de Ejército/6º Ejército              | Mius (Taganrog) |